# Exilisia lichenaria
Exilisia lichenaria är en fjärilsart som beskrevs av De Toulgoët 1954. Exilisia lichenaria ingår i släktet Exilisia och familjen björnspinnare. Inga underarter finns listade i Catalogue of Life.